# Leprocaulaceae
Leprocaulaceae is een botanische naam voor een familie van korstmossen behorend tot de onderklasse Lecanoromycetidae. De orde is nog niet eenduidig bepaald (incertae sedis). Het typegeslacht is Leprocaulon.

## Geslachten
De familie bestaat uit de volgende drie geslachten:
- Halecania
- Leprocaulon
- Speerschneidera